# لويس جونثاليث برابو
لويس جونثاليث (بالإسبانية: Luis González Bravo) (و. 1811 – 1871 م) هو صحفي، ودبلوماسي، ومحامي، وسياسي إسباني، ولد في قادس، كان عضوًا في حزب التقدم، وكان عضوًا في الأكاديمية الملكية الإسبانية، توفي في بياريتز، عن عمر يناهز 60 عاماً.

## مناصب
تولى منصب عضو مجلس النواب الإسباني ‏
- سفير إسبانيا لدى المملكة المتحدة  [لغات أخرى]‏
- سفير إسبانيا لدى البرتغال  [لغات أخرى]‏
- سفير.

## التعليم
تعلم في جامعة كومبلوتنسي ‏.

## جوائز
حصل على جوائز منها:
- وسام فارس رهبانية الصوفة الذهبية.